# Iztok Jarc
Iztok Jarc, slovenski politik in diplomat, * 21. avgust 1963, Novo mesto.
Jarc je nekdanji veleposlanik Republike Slovenije v Izraelu, Združenem kraljestvu in Srbiji, od leta 2019 pa opravlja funkcijo vodje Stalnega predstavništva Republike Slovenije pri Evropski uniji. Med predsedovanjem Slovenije Svetu Evropsko unijo je opravljal tudi vlogo predsedujočega Coreperju II.

## Življenjepis
Leta 1987 je diplomiral iz mednarodnih odnosov na Fakulteti za sociologijo, politične vede in novinarstvo Univerze v Ljubljani. Leta 2001 je postal državni sekretar Republike Slovenije na Ministrstvu za kmetijstvo, gozdarstvo in prehrano. Leta 2004 je postal veleposlanik Republike Slovenije v Izraelu. 6. marca 2007 ga je Državni zbor Republike Slovenije potrdil za ministra za kmetijstvo, gozdarstvo in prehrano.
Decembra 2008 ga je Danilo Türk, predsednik Republike Slovenije, imenoval za veleposlanik Republike Slovenije v Združenem kraljestvu. Od 20. decembra 2018 do 17. novembra 2019 je opravljal funkcijo veleposlanika v Srbiji. Konec novembra 2019 je bil imenovan za veleposlanika, stalnega predstavnika na Stalnem predstavništvu Republike Slovenije pri Evropski uniji v Bruslju.